# MARSIS (instrument espacial)
La MARSIS (Mars Advanced Radar for Subsurface and Ionosphere Sounding) és un altímetre i sonda de radar de baixa freqüència i limitada a pols utilitzat en la missió Mars Express de l'ESA. Té capacitats de radar de penetració de terra, utilitza tècniques d'apertura sintètica i una antena receptora secundària per aïllar reflexions del subsòl.

## Desplegament
El 4 de maig de 2005, la Mars Express va desplegar primer les seves dues antenes de radar de 20 metres de llarg per a l'experiment MARSIS. Al principi, no es tancava completament en el seu lloc; no obstant això, va rebre exposició a la radiació solar durant uns minuts fins que va ser solucinat. La segona antena de 20 m va ser desplegada el 14 de juny. Ambdues antenes de 20 m eren necessàries per crear l'antena dipol de 40 m per fer funcionar la MARSIS; una antena monopol menys important de 7 metres va ser desplegada el 17 de juny. Les antenes de radar van ser originalment programades per ser desplegades a l'abril de 2004, però això es va retardar per por que el desplegament podria danyar la nau espacial a través d'un efecte de fuetada cervical. A causa del retard que es va decidir dividir la quarta setmana la posada en fase en dues parts, mb dues setmanes prèvies al 4 de juliol i una de dues setmanes en el desembre de 2005.
El desplegament de les antenes era una tasca crítica i de gran complexitat que requereix l'eficaç cooperació interinstitucional de l'ESA, la NASA i les universitats públiques i privades.

## Ciència
Les observacions nominals científiques van començar al juliol de 2005.